# Бенеш, Отто
Отто Бенеш (нем. Otto Benesch; 29 июня 1896, Эбенфурт, Нижняя Австрия — 16 ноября 1964, Вена) — австрийский историк искусства, представитель венской школы искусствознания. Основным объектом его научных исследований было искусство графики в целом, поздняя готика в Австрии и Южной Германии, австрийский модернизм и творчество Рембрандта. Отто Бенеш известен составленным им каталогом рисунков Рембрандта и книгой «Искусство ренессанса в Северной Европе». В 1942 году ему была присуждена Стипендия Гуггенхайма.

## Биография
Отто Бенеш был сыном коллекционера произведений искусства Генриха Бенеша, покровителя австрийского художника Эгона Шиле. Отто заинтересовался искусством ещё с детства. Изучал историю искусств в Венском университете под руководством Макса Дворжака. В 1921 году получил степень доктора философии, защитив диссертацию на тему «Развитие рисовального искусства Рембрандта» (Rembrandts zeichnerische Entwicklung). С 1920 года работал стажёром в картинной галерее Музея истории искусств в Вене. В 1923 году он стал ассистентом, а затем куратором коллекции графики Альбертины.
В 1938 году после аншлюса — присоединения Австрии к нацистской Германии Отто Бенеш был уволен из галереи, поскольку его жена была еврейкой. Он эмигрировал во Францию, затем, в 1939 году, в Англию, а в 1940 году переехал в США. С 1940 года жил в Кембридже (штат Массачусетс), работал в Гарвардском университете, в Принстонском университете был членом Института перспективных исследований, затем работал Нью-Йоркском университете. В 1942 году был удостоен стипендии Стипендии Гуггенхайма. В 1947 году вернулся в Вену, где работал до 1962 года директором музея Альбертина. Одновременно Отто Бенеш читал лекции в Венском университете, в том числе по курсу истории западноевропейского рисунка XIV—XVIII столетий. В 1948 году был назначен адъюнкт-профессором истории искусств. Вышел на пенсию в 1961 году.
Бенеш был кавалером ордена Почётного легиона, награждён орденами Оранж-Нассау и Леопольда II, а также Австрийским почётным крестом за науку и искусство. Он был похоронен в почётной могиле венского Хитцингского кладбища (Hietzinger Friedhof). Grabstelle Otto Benesch, Wien, Hietzinger Friedhof, Gruppe 4, Nr. 7.

## Научное творчество
Отто Бенеш даже среди сотрудников Альбертины выделялся необычайной эрудицией и разносторонностью научных интересов, но в своих убеждениях был истинным последователем своего учителя Макса Дворжака, приверженцем «истории искусства как истории духа», и придавал важное значение «литературным высказываниям». Сам Бенеш отмечал: «Макс Дворжак познакомил меня со строгим и прагматичным духом, который рассматривает историю искусства как историческую дисциплину, далёкую от всякого эстетического анализа. Единственной основой этого научного подхода является мнение, что произведение искусства есть высказывание, а литературное свидетельство — его осмысленно истолкованный источник».
Бенеш был составителем многих фундаментальных каталогов, и ни одна выставка в Альбертине не обходилась без его прямого участия. Он был историком классического и современного искусства, знатоком западноевропейского рисунка, австрийской и немецкой живописи, выдающимся художественным критиком и популяризатором искусства. Его шеститомное издание рисунков Рембрандта (1954—1957) принесло ему мировую известность. Бенеш писал о художественных убеждениях Рембрандта: «Сама жизнь была для Рембрандта чем-то священным, независимо от её религиозного или мирского содержания. Жизнь была для него прежде всего жизнью души, красноречием и выразительностью человека».
В 1944 году Отто Бенеш одну из своих лекций в США назвал «Искусство Возрождения в Северной Европе», а в следующем году опубликовал книгу под таким же названием (The Art of the Renaissance in Northern Europe: Its Relation to the Contemporary Spiritual and Intellectual Movements. Cambridge, Massachusetts 1945. Reprinted Hamden, Conn. 1964). В русском переводе: «Искусство Северного Возрождения» (1973). Основная тема книги: идейные истоки и художественные традиции искусства Севера, новации в области формы искусства Северного Возрождения и их отношения к классической культуре итальянского Возрождения.
Исследования Бенеша в области истории искусства цитировал в своих работах философ и теоретик искусства А. Ф. Лосев.

## Основные публикации
- Венская школа истории искусств (Die Wiener kunsthistorische Schule, Österreichische Rundschau, 1920).
- Комментированный каталог рисунков Графического собрания Альбертины (Beschreibender Katalog der Handzeichnungen der Graphischen Sammlung Albertina, 2 vols., Vienna 1929—1933).
- Рембрандт Харменс ван Рейн (Rijn, Rembrandt Harmensz van. In Allgemeines Lexikon der bildenden Künstler von der Antike bis zur Gegenwart, Leipzig 1907—1950, Vol. 29, pp. 259—271).
- «Живописец Альбрехт Альтдорфер» (Der Maler Albrecht Altdorfer, Vienna, 1939).
- Художественные и интеллектуальные тенденции от Рубенса до Домье в книжной иллюстрации (Artistic and Intellectual Trends from Rubens to Daumier as Shown in Book Illustration. Cambridge, Massachusetts, 1943).
- Искусство Возрождения в Северной Европе: Его связь с современными духовными и интеллектуальными движениями (The Art of the Renaissance in Northern Europe: Its Relation to the Contemporary Spiritual and Intellectual Movements. Cambridge, Massachusetts, 1945. Reprinted Hamden, Conn, 1964).
- Краткая история искусства в Австрии (Kleine Geschichte der Kunst in Österreich, Vienna, 1950).
- Эгон Шиле как рисовальщик (Egon Schiele as a Draughtsman, Vienna, 1950).
- Рисунки Рембрандта. Критический и хронологический каталог (The Drawings of Rembrandt. A Critical and Chronological Catalogue. 6 vols., London, 1954—1957.
- История Фридрихов и Максимилианов (Die Historia Friderici et Maximiliani, Berlin, 1957).
- Эдвард Мунк (Edvard Munch. Garden City, New York, 1960).
- Собрание писем (Collected Writings, edited by Eva Benesch, 4 vols., New York, 1970—1973).
- Из мастерской историка искусства (From an Art Historian’s Workshop, Luzern, 1979).